# Ширіна Людмила Сергіївна
Людми́ла Сергі́ївна Ши́ріна (Ширіна-Плугатарьова) (нар. 1 серпня 1948, смт Білозерка Херсонської області) — українська оперна співачка. Лірико-драматичне сопрано, солістка Одеського державного академічного театру опери і балету. Народна артистка України (1993), лауреатка премії імені Ленінського комсомолу.

## Життєпис
Закінчила навчання в Одеській консерваторії (нині музична академія) (клас М. В. Голятовської), грає на кількох музичних інструментах, в тому числі баяні і фортепіано.
З 1975 працює в Одеському державному театрі опери та балету, завідує оперною трупою.
16 жовтня 1977 — в Тулузі, на Міжнародному конкурсі вокалістів, солістка Одеського академічного театру опери та балету Ширіна виборола перше місце (золота медаль) та Гран-Прі Міжнародного конкурсу вокалістів. Співачці також вручено спеціальний приз — вазу севрської порцеляни від Президента Франції Валері Жискар д'Естена.
Гастролі відбувалися в Афганістані, Бельгії, Болгарії, Іспанії, Італії, Канаді, Лівані, Німеччині, США, Угорщині, Фінляндії, Франції, Японії.
За роки роботи виконала всі провідні партії сопрано в спектаклях свого театру.

## Нагороди та визнання
- 1993, 23 червня — Народна артистка України
- 1998 — Кавалер ордена княгині Ольги ІІ ступеня
- 1998 — Жінка року Одеси
- 2000 — дипломантка міжнародного відкритого рейтингу популярності «Золота фортуна»
- 2003 — Почесна грамота Кабінету міністрів України, та Грамотою Верховної Ради України